# Gia Vị Cuộc Sống
Gia Vị Cuộc Sống (tựa tiếng Trung: 雅米雅米, còn có tên tiếng Anh là Yummy Yummy hay Food for Life) là một phim truyền hình nhiều tập được quay bởi SPH MediaWorks của Singapore (hiện đã giải thể) và TVB của Hồng Kông đồng sản xuất, với sự tham gia của Trịnh Gia Dĩnh, Lâm Phong, Xa Thi Mạn và Dương Di. Nó được phát hành vào tháng 8 năm 2005. Bộ phim này đáng chú ý vì là một trong số ít các bộ phim đồng sản xuất của Singapore bằng một ngôn ngữ khác ngoài tiếng Anh hoặc tiếng Quan Thoại. Ngoài việc sử dụng các diễn viên đến từ Hồng Kông và Singapore, bộ phim còn được quay ở Hong Kong, Singapore và Chu Hải, Trung Quốc.

## Tóm tắt nội dung
Sau cuộc gặp gỡ trên game show Yummy Yummy, 5 thí sinh vẫn giữ liên lạc và trở thành bạn bè. Họ phải đối mặt với một số thách thức khi cùng nhau cố gắng mở một nhà hàng nhưng cuối cùng tình bạn của họ vẫn bền chặt.
Daniel Du Học Phong (Lâm Phong) là con trai duy nhất của một chủ nhà hàng giàu có. Trần Gia Lạc (Trịnh Gia Dĩnh) là một chàng trai nghèo nhưng tốt bụng, làm việc tại cửa hàng bán gà của gia đình anh. Mandy Châu Văn Hy (Xa Thi Mạn) là một đứa trẻ mồ côi, học cách tự lập sau khi cha mẹ cô ly hôn và mẹ cô qua đời. Lemon Châu Chỉ Nhân (Dương Di) là em gái của Mandy và rất thích ăn đồ khô, đặc biệt là chanh khô. Mandy và Lemon không biết họ là chị em cho đến khi họ trở thành bạn tốt của nhau. Terry Vương Phúc Sang (Dương Chí Long) sống ở Singapore với người mẹ hách dịch và người cha trầm tính. Terry tham gia "Yummy Yummy" vì anh phát hiện ra rằng các thí sinh sẽ nhận được cơ hội đến Hồng Kông. Bạn gái của Terry, Jane sống ở Hồng Kông và anh ấy muốn tìm cô ấy. Trần Gia Bảo (Đường Thi Vịnh) là em gái của Trần Gia Lạc. Cô gặp Terry vì anh là một trong những người bạn tốt của anh trai cô. Yuko Lương Khải San (Tạ Vận Nghi) là con gái duy nhất của một doanh nhân giàu có. Cô ấy là một cô gái giàu có, hư hỏng, sống ở Singapore. Daniel đã gặp Yuko trong khi các thí sinh của Yummy Yummy đến thăm Singapore. Cô cáo buộc Daniel làm xước chiếc BMW của cô vì cô nhìn thấy anh ta chạm vào vết sẹo trên xe của cô. Trong game show, Trần Gia Lạc, Daniel Du Học Phong, Terry Vương Phúc Sang và Lemon Châu Chỉ Nhân ở đội vàng. Mandy Châu Văn Hy là một trong những người quản lý của "Yummy Yummy". Cuối cùng, họ phát hiện ra rằng họ có điểm chung.

## Diễn viên

### Diễn Viên Chính
| Diễn viên      | Vai                                         | Mô tả                                                                                   |
| Trịnh Gia Dĩnh | Trần Gia Lạc (Kê Tử 雞仔) 陳家樂            | Thí sinh Yummy Yummy (Đội vàng) Bạn trai của Châu Văn Hy. Anh trai của Chan Ka Bo.      |
| Xa Thi Mạn     | Châu Văn Hy (Mandy) 周文希                  | Thành viên ban tổ chức Yummy Yummy Bạn gái của Trần Gia Lạc. Chị gái của Châu Chỉ Nhân. |
| Dương Di       | Châu Chỉ Nhân (Lemon Nịnh Mông 檸檬) 周芷茵 | Thí sinh Yummy Yummy Em gái của Châu Văn Hy.                                            |
| Lâm Phong      | Du Học Lễ (Daniel) 遊學灃                   | Thí sinh Yummy Yummy Bạn trai của Yuko.                                                 |
| Dương Chí Long | Vương Phúc Sanh (Terry Ng) 王福生           | Thí sinh Yummy Yummy Đến từ Singapore.                                                  |

### Nhà Họ Trần
| Diễn viên        | Nhân Vật              | Miêu Tả |
| ---------------- | --------------------- | --- |
| Hứa Thiệu Hùng   | Trần Uy               | Chủ tiệm "Trần Uy Kí", sau này làm tài xế taxi Chồng của Âu Lệ Dung Cha nuôi của Trần Gia Lạc Cha ruột của Trần Gia Bảo |
| Thương Thiên Nga | Âu Lệ Dung            | Bà chủ tiệm "Trần Uy Kí", sau này đi bán rau Vợ của Trần Uy Mẹ nuôi của Trần Gia Lạc Mẹ ruột của Trần Gia Bảo |
| Trịnh Gia Dĩnh   | Trần Gia Lạc (Gà Con) | Phụ gia đình ở “Trần Uy Kí”, sau làm ở trại gà Tập 14, làm phụ bếp ở “Xuyên Hương Lâu” Con nuôi của Trần Uy và Âu Lệ Dung Bạn trai của Châu Văn Hy Đồng sáng lập của "Có Mì Ăn" và "Kopitarn" Bạn thân của Châu Chỉ Nhân, Du Học Lễ, và Vương Phúc Sanh |
| Đường Thi Vịnh   | Trần Gia Bảo (Kabo)   | Con gái của Trần Uy và Âu Lệ Dung Em gái của Trần Giai Lạc Bạn gái của Vương Phúc Sanh |

### Nhà Họ Du
| Diễn viên        | Nhân Vật                     | Miêu Tả |
| ---------------- | ---------------------------- | --- |
| Lưu Triệu Minh   | Du Quốc Đống                 | Chủ nhà hàng "Hải Sản Ngỗng Quay Hào Đình" Cha của Du Huệ Tâm, Du Huệ Nghi, Du Huệ Lan, và Du Học Lễ |
| Diêu Doanh Doanh | Du Huệ Tâm                   | Con gái lớn của Du Quốc Đống Giúp đỡ Du Quốc Đống quản lý nhà hàng |
| Trần Tế Bình     | Du Huệ Nghi                  | Luật sư Con thứ hai của Du Quốc Đống |
| Lê Chỉ San       | Du Huệ Lan                   | Con gái thứ ba của Du Quốc Đống Giúp đỡ Du Quốc Đống quản lý nhà hàng |
| Lâm Phong        | Du Học Lễ (Daniel/Cậu Ngỗng) | Thiếu gia của "Hải Sản Ngỗng Quay Hào Đình" Sau này là tổng biên tập "Thực Xuất Tán Fun" Đồng sáng lập của "Có Mì Ăn" và "Kopitarn" Người thắng cuộc thực sự của chương trình "Yummy Yummy" Đã từng theo đuổi Châu Văn Hy Bạn trai của Lương Khải San (Yuko) Bạn thân của Châu Chỉ Nhân, Trần Gia Lạc, Châu Văn Hy, và Vương Phúc Sanh |

### Nhà Họ Châu
| Diễn viên  | Nhân Vật                   | Miêu Tả |
| ---------- | -------------------------- | --- |
| Lưu Đan    | Châu Vỹ Xương              | Giám đốc công ty vận tải Đạt Thông Cha của Châu Văn Hy và Châu Chỉ Nhân Chồng cũ của Lâm Mỹ Quyên Chồng hiện tại của Hồ Ngọc Băng |
| Ôn Dụ Hồng | Lâm Mỹ Quyên               | Người mẹ đã mất của Chu Văn Hy Vợ cũ của Châu Vỹ Xương |
| Lữ San     | Hồ Ngọc Băng               | Mẹ của Châu Chỉ Nhân Vợ của Châu Vỹ Xương |
| Xa Thi Mạn | Châu Văn Hy (Mandy)        | Con gái của Châu Vỹ Xương và Lâm Mỹ Quân Quản lý Quan hệ Công chúng của Đài Truyền hình Phong cách Mới (NSTV) Sau này là phó biên tập tạp chí Thực Xuất Tán Fun Chị cùng cha khác mẹ của Châu Chí Nhân Đối tác của "Có Mì Ăn" và "Kopitarn" Bạn gái cũ của Marco Bạn gái của Trần Gia Lạc |
| Dương Di   | Châu Chỉ Nhân (Chanh Chua) | Con gái của Châu Vỹ Xương và Hồ Ngọc Băng Em gái cùng cha khác mẹ của Châu Văn Hy Đối tác của "Có Mì Ăn" và "Kopitarn" Đã phải lòng Trần Gia Lạc Bạn thân của Trần Gia Lạc, Du Học Lễ và Vương Phúc Sanh                                                                                  |

### Nhà Họ Vương
| Diễn viên      | Nhân Vật                | Miêu Tả |
| -------------- | ----------------------- | --- |
| Dư Hoành Vinh  | Vương Anh Tuấn          | Người Singapore gốc Trung Quốc Chồng của Mã Lệ Bố của Vương Phúc Sanh |
| Trần Huệ Huệ   | Mã Lệ                   | người Singapore gốc Trung Quốc Chủ quán “Cơm gà Phúc Quảng” ở Singapore Vợ của Vương Anh Tuấn Mẹ của Vương Phúc Sanh |
| Dương Chí Long | Vương Phúc Sanh (Terry) | Người Singapore gốc Trung Quốc Con trai của Vương Anh Tuấn và Mã Lệ Làm việc tại tiệm gà "Trần Uy Ký", sau là nhân viên của tạp chí "Thực Xuất Tân Fun" Đồng sáng lập "Có Mì Ăn" và "Kopitarn" Bạn trai cũ của Lý Khả Doanh (Jane), sau là bạn trai của Trần Gia Bảo Bạn thân của Trần Gia Lạc, Du Học Lễ, Chu Văn Hy, và Chu Chí Nhân. |

### Các diễn viên khác
| Diễn viên       | Nhân Vật                  | Miêu Tả                                                                            |
| --------------- | ------------------------- | ---------------------------------------------------------------------------------- |
| Tạ Vận Nghi     | Lương Khải San (Yuko)     | Con gái của tỷ phú Singapore Lương Hồng Chương Bạn gái Du Học Lễ                   |
| Quách Diệu Minh | Marco                     | Bạn trai cũ của Châu Văn Hy, sau này kết hôn với Nancy                             |
| Lạc Lạc         | Lý Khả Doanh (Jane)       | Bạn gái cũ của Vương Phúc Sanh                                                     |
| Lý Hồng Kiệt    | Walter Thôi               | Giám chế chương trình "Yummy Yummy"                                                |
| Yên Anh         | Vicky                     | Trợ lí của Chu Văn Hy (Mandy)                                                      |
| Trần Hoằng Vũ   | Ngô Thế Long (Lớp Trưởng) | Thí sinh Singapore của chương trình "Yummy Yummy" Bất hoà với Du Học Lễ Thích Macy |
| Chiêm Kim Toàn  | Rambo                     | Thí sinh Singapore của chương trình "Yummy Yummy"                                  |
| Phó Phương Linh | Cô gái đậu hũ             | Thí sinh Singapore của chương trình "Yummy Yummy"                                  |
| Lý Chi Thanh    | Macy (Răng Lớn)           | Thí sinh Singapore của chương trình "Yummy Yummy"                                  |
| Chu Mễ Mễ       | Chị Sáu                   | Người làm trong nhà Châu Văn Hy (Mandy)                                            |

## Giải thưởng và đề cử
2007 Astro WLT TV Drama Awards - Nhân vật được yêu thích - Du Học Phong (Lâm Phong), Trần Gia Lạc (Trịnh Gia Dĩnh) và Mandy Châu Văn Hy (Xa Thi Mạn)